# The Amazing Race (diciassettesima edizione)

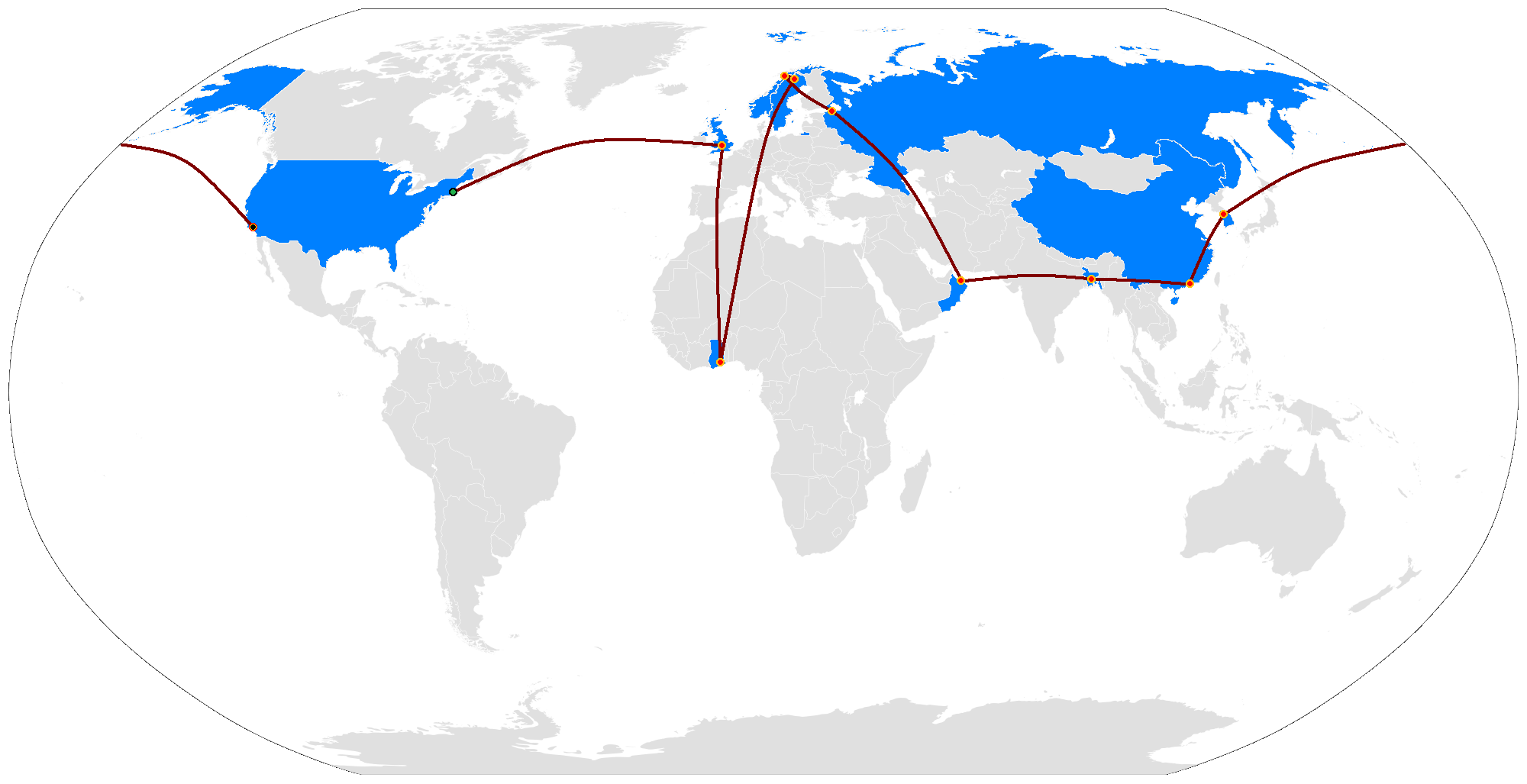
Il percorso di The Amazing Race 17

The Amazing Race 17 è la diciassettesima edizione di The Amazing Race. È stata registrata a partire dal 26 maggio al 15 giugno 2010 ed è stata trasmessa su CBS dal 26 settembre al 12 dicembre dello stesso anno. Nel corso della gara, sono stati visitati quattro continenti e dieci paesi diversi, per un totale di più di 51.000 km percorsi. Sono due i paesi visitati per la prima volta in questa stagione: Bangladesh e Ghana.
Viene inoltre introdotto l'Express Pass, che dà ai vincitori della prima tappa la possibilità di saltare una qualsiasi prova nel corso delle prime otto tappe, oltre ad uno U-Turn in versione doppia.

## Episodi
I titoli degli episodi sono frasi pronunciate (generalmente, ma non sempre) dai concorrenti nel corso dell'episodio stesso.
| nº | Titolo                                            | Prima TV          | Frase di |
| -- | ------------------------------------------------- | ----------------- | -------- |
| 1  | They Don't Call It the Amazing Race for Nothin'!  | 26 settembre 2010 | Brook    |
| 2  | A Kiss Saves the Day                              | 3 ottobre 2010    | Brook    |
| 3  | In Phil We Trust                                  | 10 ottobre 2010   | Connor   |
| 4  | We Should Have Brought Gloves and Butt Pads       | 17 ottobre 2010   | Kevin    |
| 5  | Tastes Like a Million Dollars                     | 24 ottobre 2010   | Kat      |
| 6  | Run, Babushka, Run                                | 31 ottobre 2010   | Vicki    |
| 7  | I Want to Be in the Circus, That's Where I Belong | 7 novembre 2010   | Brook    |
| 8  | Ali Baba in a Suit                                | 14 novembre 2010  | Nick     |
| 9  | There's a Lot of Nuts and Bullets                 | 21 novembre 2010  | Jill     |
| 10 | I Hate Chinese Food                               | 28 novembre 2010  | Vicki    |
| 11 | I'm Surrounded by Ninjas                          | 5 dicembre 2010   | Brook    |
| 12 | Hi. I'm Sorry. I'm in a Race                      | 12 dicembre 2010  | Nat      |

## Ordine di arrivo ed eliminazioni
La tabella indica l'ordine di eliminazione dalla gara delle squadre. Vengono elencate le squadre, il tipo di rapporto che lega i componenti di ogni squadra (secondo la definizione ufficiale usata all'interno del programma), la posizione di arrivo di ogni tappa e il numero di Roadblock completati da ogni concorrente. Un numero in rosso indica l'eliminazione della squadra in quella tappa, un numero blu l'arrivo all'ultimo posto in una tappa a non eliminazione, un numero verde l'uso di un Fast Forward da parte della squadra. Se il numero della tappa è verde, il Fast Forward non è stato usato da nessuna squadra. I simboli » e ⊃ indicano le squadre che hanno usato lo U-Turn contro un'altra, mentre « e ⊂ indicano le squadre che l'hanno subito. Il simbolo ≥ indica l'uso, in quella tappa, dell'Express Pass da parte della squadra che l'ha conquistato arrivando per prima al primo Pit Stop.
| Squadra           | Rapporto                             | Piazzamento (per tappa) | Piazzamento (per tappa) | Piazzamento (per tappa) | Piazzamento (per tappa) | Piazzamento (per tappa) | Piazzamento (per tappa) | Piazzamento (per tappa) | Piazzamento (per tappa) | Piazzamento (per tappa) | Piazzamento (per tappa) | Piazzamento (per tappa) | Piazzamento (per tappa) | Roadblock completati |
| Squadra           | Rapporto                             | 1                       | 2                       | 3                       | 4                       | 5                       | 6                       | 7                       | 8                       | 9                       | 10                      | 11                      | 12                      | Roadblock completati |
| ----------------- | ------------------------------------ | ----------------------- | ----------------------- | ----------------------- | ----------------------- | ----------------------- | ----------------------- | ----------------------- | ----------------------- | ----------------------- | ----------------------- | ----------------------- | ----------------------- | -------------------- |
| Nat e Kat         | Dottoresse / Amiche                  | 2                       | 7                       | 8                       | 1                       | 1ƒ                      | 4                       | 1                       | 5                       | 3⊃                      | 1                       | 3                       | 1                       | Nat 6, Kat 5         |
| Brook e Claire    | Televenditrici                       | 4                       | 1                       | 6                       | 3                       | 5                       | 2                       | 2                       | 4                       | 4«                      | 3                       | 2                       | 2                       | Brook 7, Claire 5    |
| Jill e Thomas     | Fidanzati                            | 1                       | 5                       | 7                       | 5≥                      | 3                       | 1                       | 5                       | 2                       | 1»                      | 2                       | 1                       | 3                       | Jill 5, Thomas 7     |
| Nick e Vicki      | Fidanzati                            | 10                      | 8                       | 5                       | 6                       | 6                       | 7                       | 3                       | 3                       | 2                       | 4                       | 4                       |                         | Nick 6, Vicki 4      |
| Chad e Stephanie  | Fidanzati da poco → Promessi sposi   | 8                       | 4                       | 3                       | 7                       | 7                       | 5                       | 6                       | 1                       | 5⊂                      |                         |                         |                         | Chad 5, Stephanie 4  |
| Gary e Mallory    | Padre e figlia                       | 6                       | 9                       | 2                       | 2                       | 2                       | 6                       | 4                       | 6                       |                         |                         |                         |                         | Gary 4, Mallory 4    |
| Michael e Kevin   | Padre e figlio                       | 7                       | 3                       | 9                       | 4                       | 4                       | 3                       | 7                       |                         |                         |                         |                         |                         | Michael 3, Kevin 4   |
| Katie e Rachel    | Giocatrici di beachvolley            | 5                       | 2                       | 4                       | 8                       | 8                       |                         |                         |                         |                         |                         |                         |                         | Katie 3, Rachel 2    |
| Connor e Jonathan | Cantanti a cappella della Ivy League | 3                       | 6                       | 1                       | 9                       |                         |                         |                         |                         |                         |                         |                         |                         | Connor 4, Jonathan 0 |
| Andie e Jenna     | Madre e figlia                       | 9                       | 10                      |                         |                         |                         |                         |                         |                         |                         |                         |                         |                         | Andie 0, Jenna 2     |
| Ron e Tony        | Migliori amici                       | 11                      |                         |                         |                         |                         |                         |                         |                         |                         |                         |                         |                         | Ron 1, Tony 0        |

## Riassunto della gara

### 1ª tappa (Stati Uniti → Regno Unito)

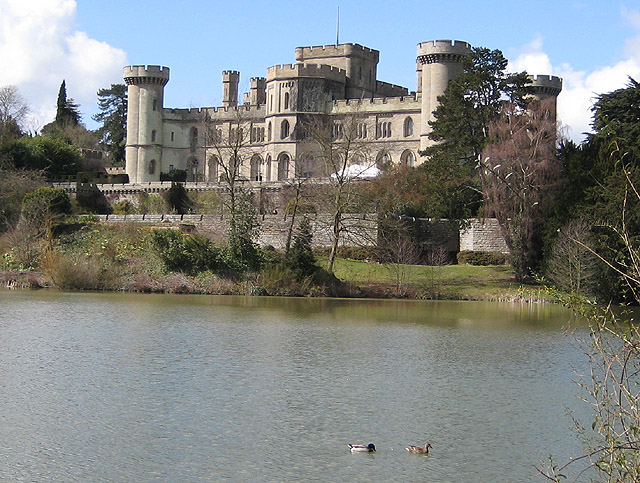
Il castello di Eastnor

Le squadre devono raggiungere il Castello di Eastnor nell'Herefordshire dove dovranno svolgere diverse prove in ambientazione medievale.
- Gloucester (Massachusetts), Stati Uniti  (Eastern Point Yacht Club) (Punto di partenza)
- da  Boston (Logan International Airport) a Londra, Inghilterra , Regno Unito  (Aeroporto di Heathrow)
- Amesbury, Wiltshire (Stonehenge)
- Ledbury, Herefordshire (Castello di Eastnor)

Il primo Roadblock della stagione prevede che un membro della squadra raggiunga a cavallo una postazione di torneo medievale e usando una fionda gigante e delle angurie come proiettili, colpisca e faccia cadere un fantoccio in armatura collocato a 50 metri di distanza. Una volta che il fantoccio è caduto, la squadra deve cercare un giullare nelle vicinanze, che gli consegnerà il prossimo indizio per cercare il Pit Stop all'interno del Castello.
Altre prove da svolgere
- A Stonehenge, le squadre devono risolvere un indovinello ("Il contrario di Nor'easter") per scoprire che la meta successiva è il Castello di Eastnor.
- Al Castello di Eastnor, le squadre devono salire una scala appoggiata ad un muro esterno del Castello, mentre dei figuranti in costume medievale in cima al muro inveiscono e lanciano secchi di acqua sporca su di loro. Una volta conclusa la scalata, le coppie devono prendere una bandiera e usare un coracle per attraversare il fossato del castello e consegnare la bandiera ad un cavaliere in armatura che gli darà in cambio il prossimo indizio.

### 2ª tappa (Regno Unito → Ghana)

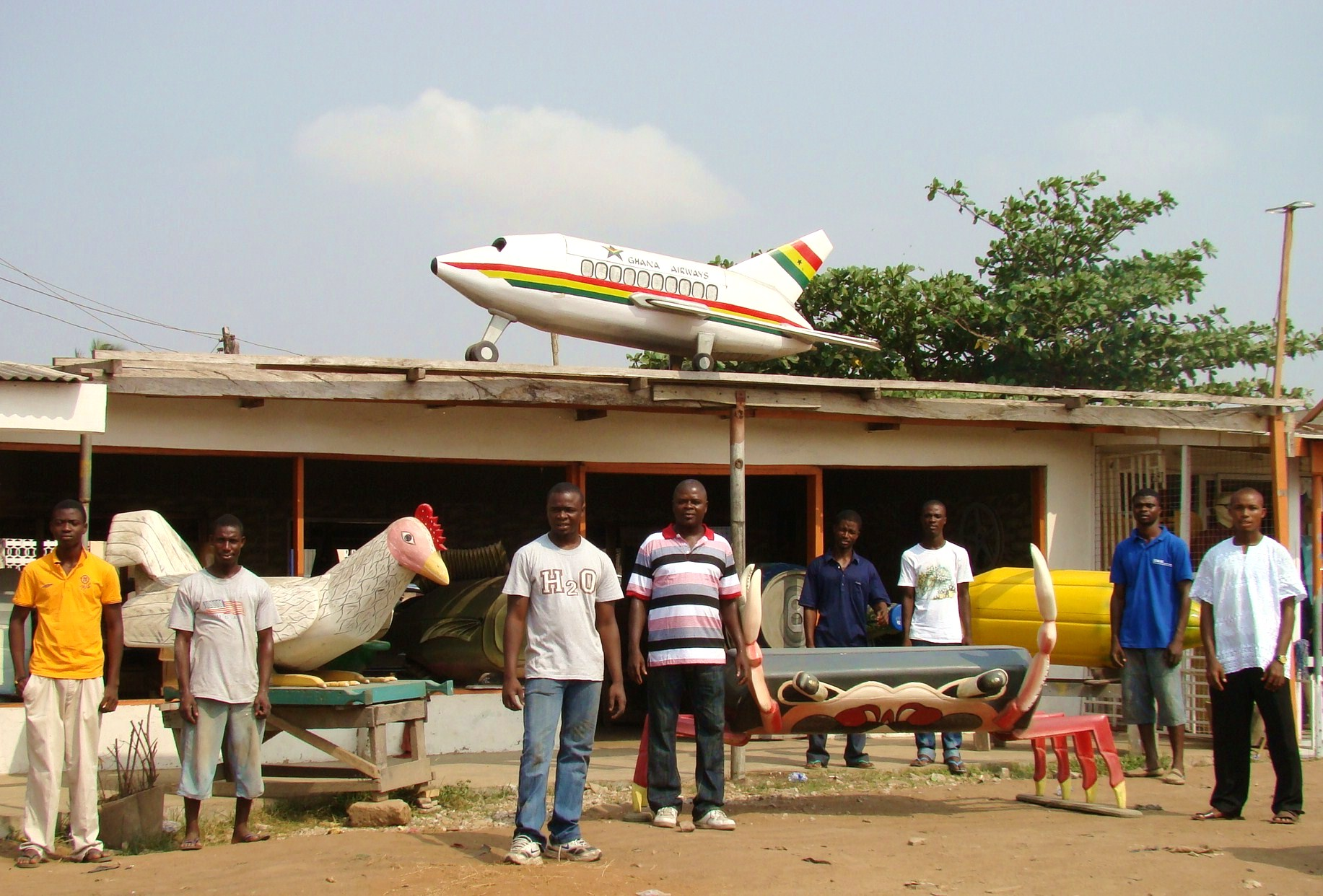
Il Detour "Check Out" mostra la tradizione del popolo Ga di scolpire e dipingere delle bare ispirandosi al mestiere svolto dal deceduto quando era in vita.

- da  Londra (Aeroporto di Heathrow) ad Accra, Ghana  (Aeroporto Internazionale di Kotoka)
- Accra (Kwame Nkrumah Memorial Park)
- Accra (Makola Market) Template:TAR clue
- Accra (Teshie – Peace Motor Spare Parts) Template:TAR clue
- Accra (Kaneshie Market) Template:TAR clue

In questo Roadblock, un membro della squadra deve vendere degli occhiali da sole fino ad raggiungere almeno GH₵15 (circa 7,5 €EUR), ad un prezzo non inferiore a GH₵3 per paio.
Al Detour, le squadre devono scegliere tra "Tune In" or "Check Out". Nel "Tune In", le coppie devono raggiungere un negozio di elettronica nelle vicinanze (Adom Electronics) e prendere i pezzi di un'antenna per televisione, quindi andare in una casa recante il marchio rosso-giallo e installare l'antenna in base alle esigenze del cliente. Quando la televisione riceve il segnale correttamente, il proprietario della casa consegnerà il prossimo indizio.
Nel "Check Out", le squadre devono trasportare una stravagante bara, tipica del popolo Ga, dal Laboratorio di Emmanuel ad un espositore attraverso la città per ottenere il prossimo indizio.